# Список гвардейских миномётных дивизий РККА
- Основная статья: ГМЧ

Первые три тяжёлые гвардейские миномётные дивизии (ТГМД) были сформированы согласно приказу № 00244 СВГК КА от 26 ноября 1942 года. В состав дивизий вошли отдельные гвардейские миномётные дивизионы (огмдн), отдельные гвардейские миномётные полки (ГМП) и тяжёлые гвардейские миномётные бригады (ТГМБр). Но так как бригады были вооружены рамами М-30, а полки — М-13, то полки были вскоре заменены на «тяжёлые» бригады. И в дальнейшем состав дивизий в течение войны неоднократно менялся. 4 ГМД была сформирована 28 декабря 1942 года. 15 января 1943 года выходит Приказ НКО СССР № 007 и Постановление ГОКО № 2748сс «О сформировании 5, 6, 7, 8 ГМД до 15 апреля 1943 года». Но 8 ГМД из-за не хватки техники и кадров не была сформирована.

## Дивизии
| Формирование                       | Командиры | Состав, дата сформирования |
| ---------------------------------- | --- | --- |
| 1-я гвардейская миномётная дивизия | командир полковник Гражданкин Виктор Иванович (с 26.11.42 — 5.1943, затем ком-р 23 и 28 ГМБр), полковник Колесников Петр Васильевич (с фев. по 15.03.1943, затем ком-р 3 ГМД), генерал-майор артиллерии Соловьев Виктор Григорьевич (с 16.03.1943 — 8.1945); нач.штаба подполковник / полковник Петров Василий Дмитриевич (с 1.1943); нач.опер.отдела майор Васильев Сергей Борисович (3.1943, с 5.1944 — НШ див., в 6.1945 — в Уч. лаг. ГМЧ), капитан Корж Иван Яковлевич (8.1944); зам.полит. полковник Мельников Павел Алексеевич (1944); зам по тылу п/п Терещенко Григорий Тихонович (1945); | Полное наименование (1945) — 1-я гвардейская миномётная Красносельская Краснознамённая дивизия; Сформирована согласно Приказу НКО СССР № 00244 от 26.11.1942 — «О сформировании трех тяжелых гвардейских минометных дивизий», как 1-я тяжелая гвардейская минометная дивизия; В Действующей армии: с 15.12.1942 по 1.11.1944; Первый залп — 23.12.1943; В составе: ЛенФ (1943), СЗФ (8.1943), Уч. лаг. ГМЧ (6.1945); Состав: 1-я тяжёлая гвардейская минометная бригада (1 ТГМБр) (М-30, М-20 и М-13) (с 26.11.1942); 71, 555, 562, 563, 564, 565 огмдн; 96 гмп: 385, 386, 387 огмдн: 307 гмп: 414, 416, 418; 308 гмп: 419,420,421 гмдн; 309 гмп: 422, 423, 424 гмдн) — состав 1 ТГМД (1-я подгруппа) — на январь 1943 г.; 2-я тяжёлая гвардейская минометная бригада (2 ТГМБр) (М-30) (с 26.11.42); 315 огмдн — ст. л-т Крылов Анатолий Алексеевич; 6-я ГМБр (с 8.1943) — полковник Лобанов Андрей Михайлович (1944); 302-й, 303-й, 307-й и 308-й гвардейские миномётные полки М-13 (с 26.11.42); |
| 2-я гвардейская минометная дивизия | командир полковник / генерал-майор артиллерии Тверецкий Александр Федорович (с 26.11.1942 до 7.1943, затем Нач-к ОГ ГМЧ ЮжнФ), полковник / генерал-майор артиллерии Апрелкин Иван Александрович (с 8.1943 — 27.03.1944 — умер от ран), полковник Прокопов И. Г. (в 3.1944, с 4.1944 — ком-р 20 ГМБр), полковник / генерал-майор артиллерии Богдан Михаил Никитович (с 4.1944, в 6.1945 одновременно и ком-р 3-го бат-на Сводного полка 1 БелФ (Ком-р СП — генерал-лейтенант Рослый Иван Павлович)); нач.штаба полковник Прокопов Иван Григорьевич (с 1943, в 1942 — ком-р 15 огмд, в 3.1944 — ком-р див-и), майор Ковальский Иван Мартынович (с 3.1944, с 1.1945 — НШ 37 ГМБр), подполковник Мишекурин Михаил Иванович (1945, умер от болезни — 20.05.1945), подполковник Самойленко Григорий Федорович (с 21.05.1945, в 8.1945 — замком 26 ГМБр); зам по тылу майор Окунев Илья Романович (1943); нач. опер отд — капитан Толстой Яков Ефимович (по 3.1944, затем ком-р 34 ГМП), майор Ковальский Иван Мартынович (12.1943, с 3.1944 — НШ дивизии); замполит полковник Смирнов (1943); | Полное наименование (1945) — 2-я гвардейская миномётная Городокская Краснознамённая дивизия; Сформирована согласно Приказу НКО СССР № 00244 от 26.11.1942, как 2-я тяжелая гвардейская минометная дивизия; В Действующей армии с 1.01.1943 по 9.05.1945; Состав: 3-я тяжелая гвардейская минометная бригада (М-30) — (в состав вошла в 1943) — майор / подполковник Михайлов Александр Васильевич; 68 огмдн — майор Бутузов Илья Михайлович; 72 огмдн — капитан Жаденов Сергей Павлович; 4-я тяжёлая гвардейская минометная бригада (М-30) (с 26.11.1942); 5-я тяжёлая гвардейская минометная бригада (М-30) (с 26.11.1942); 17-я гвардейская минометная бригада (с 1943); 20-я тяжёлая гвардейская миномётная бригада (с 1943); 26-я гв. мин. бриг-да (с 6.1943) БрянФ; 309-й, 310-й, 311-й и 312-й гвардейские миномётные полки М-13 (с 26.11.42), 5 ГМП (с 1.1943); В составе: ДонФ / ЦентрФ (1943), БрянФ (8.1943), 1 ПрибФ (1944), 1 БелФ (1945); |
| 3-я гвардейская миномётная дивизия | командир полковник / генерал-майор арт. Соловьев Виктор Григорьевич (26.11.1942 — 1943, с 4.1943 — ком-р 1 ГМД), полковник / генерал-майор арт. Колесников Петр Васильевич (с 4.1943 — 1946); нач.штаба подполковник Белов Ефим Матвеевич (с 1.1943, затем ком-р 32 ГМБр), подполковник Павлов Николай Александрович (12.1944); нач. опер. отд. штаба майор Овчаров Петр Семенович (1.1943), майор Шаталенко Афанасий Иванович (1945, с 10.1945 — и. о. ком-р 21 ГМП); замполит полковник Белобородов Степан Иванович; замком майор Истомин (1944); | Полное наименование (1945) — 3-я гвардейская тяжёлая миномётная Киевская Краснознамённая орденов Кутузова и Богдана Хмельницкого дивизия; Сформирована согласно Приказу НКО СССР № 00244 от 26.11.1942, как 3-я тяжелая гвардейская минометная дивизия; В Действующей армии с 3.01.1943 по 11.05.1945; Состав на август 1943: 15 ГМБр (М-31): 4-и д-на; 18 ГМБр (М-30): 66, 516, 536, 580 гмдн; 19 ГМБр (М-30): 97,581,583,584 гмдн; 6-я тяжёлая гвардейская миномётная бригада (М-30) (с 26.11.1942); 7-я тяжёлая гвардейская миномётная бригада (М-30) (с 26.11.1942), командир майор Григорьев Михаил Григорьевич ; 15 ГМБр полковник Франченко Петр Иванович (1943); 313-й, 314-й, 315-й и 316-й гвардейские миномётные полки М-13-(с 26.11.1942 по 15.02.1943). Командир 316-го полка — гв. полковник Васильчев Михаил Евдокимович (30.04.1945); |
| 4-я гвардейская миномётная дивизия | командир полковник Бардин Сергей Александрович (с 28.12.1942, в 1944 — НШ ОГ ГМЧ ЛенФ), полковник Жуков Федор Никифорович (с 11.1943); нач.штаба врио капитан Середняк (с 1.1943), подполковник Топельер А. Я. (с 11.1943, затем НШ арт. 4 ККК), п/п Диброва И. Ф. (5.1944, затем ком-р 4 ГМП), майор Павлов Юрий Андреевич (с 1.1945, с 7.1945 — замком 31 ГМБр); замком по тылу подполковник Орлов Виктор Павлович (1945); зам.по тех.- инж.-майор Жарков Петр Васильевич (1944); замполит полковник Новиков (1945); | Полное наименование (1945) — 4-я гвардейская миномётная Сивашская ордена Александра Невского дивизия; Сформирована 28.12.1942 в Москве, расформирована в 7.1945; В Действующей армии с 10.01.1943 по 9.05.1945; Состав: 4 ГМБр: 97, 502, 579, 582 огмд, 16, 314 ГМП, 16. 20, 21 ТГМБр ВорФ (29.12.1942); 13 ГМБр, 14 ГМБр, 30 ГМБр, 31 ГМБр (с 4.1944); 7 ГМБр, 4 ГМБр 2 БелФ (1.1945); |
| 5-я гвардейская миномётная дивизия | Командир полковник Лобанов Андрей Михайлович (с 1.1943, с 6.1943 ком-р 6 ГМБр), полковник / генерал-майор артиллерии Фирсов Евгений Александрович (с 15.02.1943(21.06.) — 9.08.1943, затем Нач. ОГ ГМЧ СтепФ), полковник Фанталов Геннадий Михайлович (с (фев) 9.08.1943); Нач.штаба подполковник Черняк Тимофей Федорович (с 1.1943, с 5.1943 — ком-р 30 ГМБр), подполковник / полковник Дорофеев Семен Тихонович (с 8.05.1943, с 2.1945 — ком-р 1135 ЛАП), полковник Войзбун Александр Александрович (с 4.1945); замполит полковник Осадченко Терентий Феофанович (с 18.01.1943, с 21.12.1943 — ком-р 23 ГМБр), полковник Ивановский Александр Петрович (1945); зам по тылу подполковник / полковник Никифоров В. Г. (с 9.1944); | Полное наименование (1945) — 5-я гвардейская миномётная Калинковичская Краснознамённая ордена Суворова дивизия; Сформирована в январе 1943 согласно Постановлению ГОКО № 2748сс и Приказу НКО СССР № 007 от 15.01.1943 «О сформировании 5, 6, 7, 8 ГМД до 15 апреля 1943 года»; 8-я ГМД не была сформирована из-за нехватки техники и кадров; 5-я ГМД была сформирована 7.01.1943 — Приказ командующего ГМЧ от 7.01.1943, в состав вошли: 22, 23 ГМБР, 37, 316, 323 и 324 ГМП, а 15.01.1943 из состава вышли 37 и 316 ГМП (М-13), а вместо них — 16 ГМБр (М-30); В Действующей армии с 22.01.1943 по 9.05.1945; В составе: ЦентрФ (1943), БелФ / 1 БелФ (1944—1945); Состав (на 15.01.1943): 16, 22, 23 ГМБр, 323, 324 ГМП; 16 ГМБр — командир полковник Вальченко Петр Иванович; 22 ГМБр — полковник Еремеев Константин Павлович; 23 ГМБр — полковник Корытько Николай Николаевич; 522 огмдн — командир майор Пшеничный Василий Андреевич; 323-й ГМП — подполковник Артюшенко Алексей Фомич; 324-й ГМП — полковник Орлов Борис Иванович; 316-й гвардейский миномётный полк М-13 (с 27.03.1945 по 8.04.1945) — командир подполковник Васильчев Михаил Евдокимович; |
| 6-я гвардейская миномётная дивизия | командир полковник Запорожчук Степан Иосифович (с 1.1943, с 1.1944 — ком-р 27 ГМБр), полковник Макаров Александр Леонтьевич (с 1.1944, в 10.1945 — замком арт. ОдВО по ГМЧ); нач. штаба майор Литвинов (1943), подполковник Авакян Мамбре Тигранович (с 1944); зам по тех майор Пронин Павел Антонович (1945); пнш майор Сеглин Вячеслав Михайлович (1945); | Полное наименование (1945) — 6-я гвардейская миномётная Братиславская дивизия; Сформирована в 1.1943; В Действующей армии с 18.02.1943 по 11.05.1945; В составе: СЗФ (1943), 2 УкрФ (1944—1945); Состав: 47, 83 ГМП, 8, 13, 27 ГМБр; |
| 7-я гвардейская миномётная дивизия | командир Герой Советского Союза (7.04.1940) полковник / генерал-майор артиллерии Карсанов Казбек Дрисович (с 3.02.1943); нач.штаба подполковник Горохов Михаил Петрович (с 2.1943, с 8.1943 — ком-р 95 ГМП), подполковник Бирюков Григорий Федорович (с 9.1943, в 8.1945 — ком-р 99 ГМП); нач. опер. отд штаба майор Лепихов Иван Дмитриевич (с 1.1945, в 10.1945 — НШ 317 ГМП); | Полное наименование (1945) — 7-я гвардейская миномётная Ковенская Краснознамённая орденов Суворова и Кутузова дивизия; Сформирована 19.02.1943; В Действующей армии с 15.07.1943 по 9.05.1945; Состав (на 19.02.1943): 4,9,11 ТГМБр; Состав в 1943: 317,325,326,328 огмд и 26, 27 ГМБр; Состав на 1945: 11 ГМБр (М-30) — командир подполковник / полковник Прудников Павел Афанасьевич; 24 ГМБр (М-31) — командир полковник Горохов Михаил Петрович (с 1944); 9 ГМБр (М-30, М-31) — командир полковник Коротун Михаил Назарович; |